# Mausolée des Évêques-de-Trois-Rivières
Vous lisez un « bon article » labellisé en 2014.
Le mausolée des Évêques-de-Trois-Rivières est un monument funéraire situé à Trois-Rivières au Québec. Il est construit en 1965 et 1966, dans le cadre d'une campagne de rénovation à la cathédrale de l'Assomption visant à remplacer la crypte par une salle communautaire au sous-sol. Il est situé dans le cimetière Saint-Michel, un cimetière ouvert au début des années 1920. Ce monument moderne, qui comprend un mausolée de dix tombeaux et une chapelle funéraire est construit selon les plans des architectes Jean-Claude Leclerc et Roger Villemure.
Il s'agit d'un édifice empreint de symbolisme. La chapelle évoque l’ascension des âmes avec sa forme de demi-cône élancée. Quant au mausolée, sa forme massive rappelle le repos des corps en terre. Il s'agit de l'un des rares mausolées construits au Québec au XXe siècle et le seul mausolée extérieur réservé à des religieux.
Il est cité immeuble patrimonial par la ville de Trois-Rivières en 2007 et classé immeuble patrimonial en 2009 par le ministère de la Culture et des Communications.

## Localisation

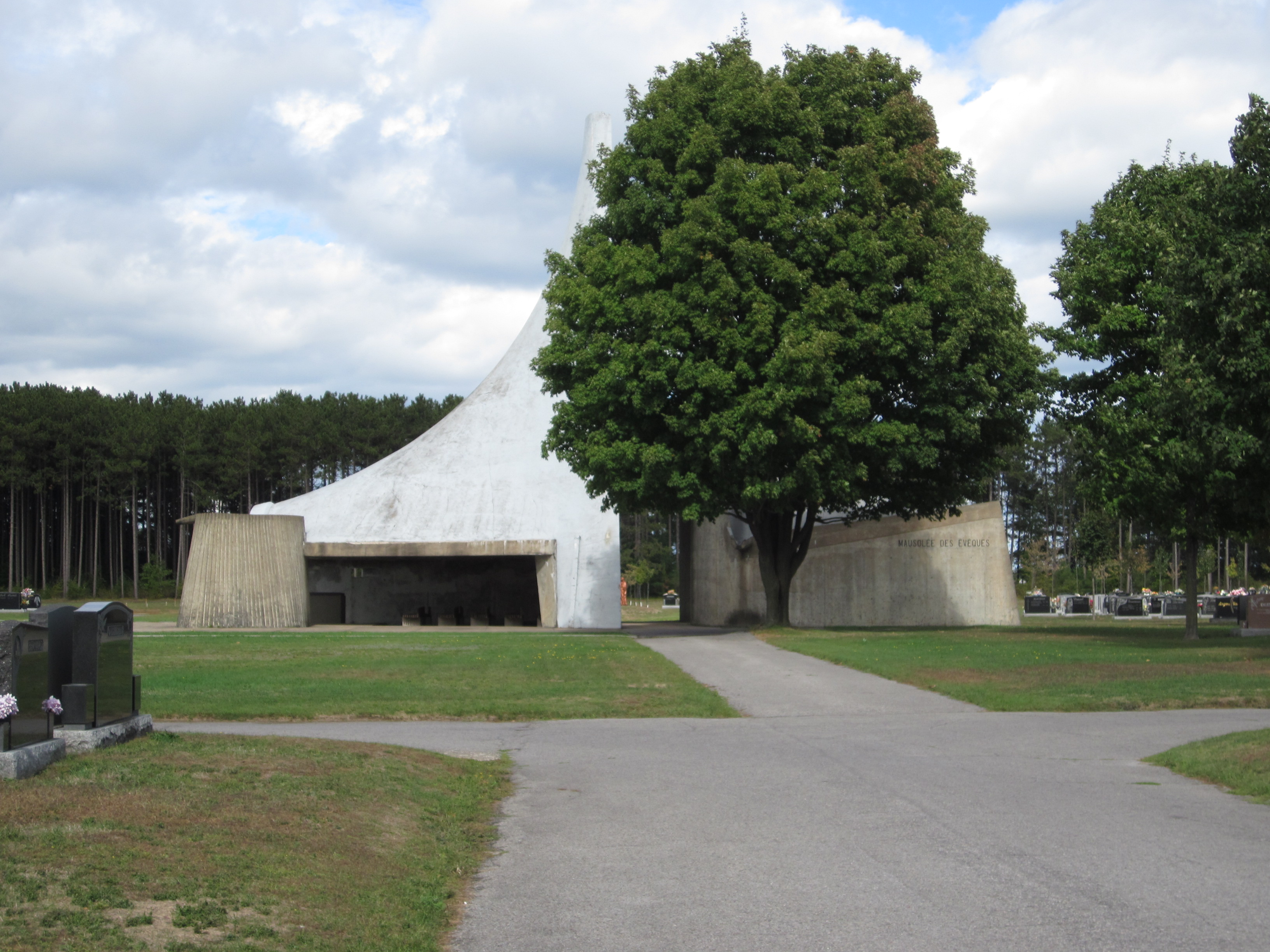
Mausolée vu de l'axe principal du cimetière.

Le mausolée des Évêques-de-Trois-Rivières est situé au centre du cimetière Saint-Michel à Trois-Rivières. L'installation à cet endroit n'est pas le fruit du hasard, puisque les plans du cimetière de 1962 réalisés par les architectes paysagistes Benoît Bégin et Georges Daudelin prévoient une chapelle à cet endroit. Il est situé dans un grand espace ouvert, offrant des vues multiples du mausolée à travers le cimetière. La vue principale reste l'axe principal du cimetière depuis l'entrée. L'architecte Jean-Claude Leclerc exploite cette perspective en effectuant une trouée dans le monument, permettant de voir le calvaire du cimetière à partir de l'entrée.
Le mausolée est peu visible à l'extérieur du cimetière et ne constitue pas un point de repère dans la ville.

## Histoire

### Contexte
Le diocèse de Trois-Rivières est créé en 1852, d'un détachement de l'archidiocèse de Québec. Il se détache en même temps que celui de Saint-Hyacinthe, dans le but de rapprocher les diocésains de l'administration de l'Église. La cathédrale de l'Assomption est construite entre 1854 et 1858. La flèche est ajoutée en 1882 et surhaussée en 1904. Le décor intérieur est terminé en 1895. En 1964, un important programme de rénovation est exécuté sur la cathédrale, supervisé par l'architecte Jean-Louis Caron. Le plancher en bois est remplacé par un plancher en béton et deux salles communautaires sont aménagées au sous-sol.
Le terrain du cimetière Saint-Michel est acheté en 1923 par la paroisse de l'Immaculée-Conception. Il est situé à l'époque sur le chemin de Forges, à la limite nord de la ville. Il est quatre fois plus grand que le cimetière qu'il remplace, le cimetière Saint-Louis. L'aménagement débute en 1923, mais les travaux sont rapidement abandonnés, faute de fonds. Les premières inhumations ont tout de même lieu en 1927. Les travaux reprennent en 1931 et le cimetière est officiellement inauguré l'année suivante. En 1962, on décide de le réaménager substantiellement; l'entrée est reculée du boulevard des Forges, et on prévoit de construire une chapelle funéraire au centre du cimetière. En 1968, un calvaire de quatre personnages de bronze est ajouté dans l'axe central du cimetière.

### Construction

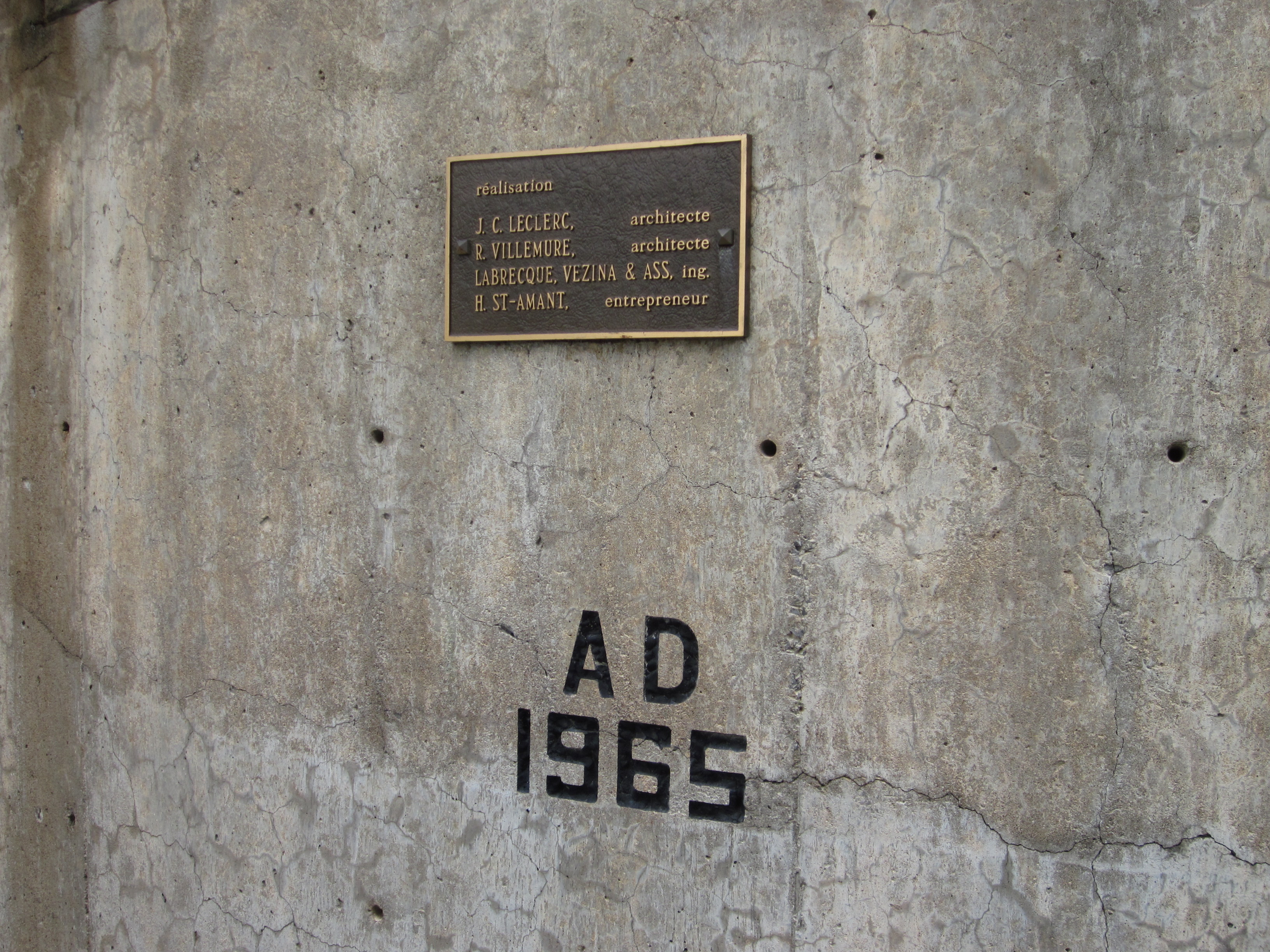
Plaque de l’inauguration du mausolée.

Lors de la campagne de rénovation de la cathédrale, on se demande où inhumer les corps situés dans la crypte. Deux choix se présentent : soit construire une nouvelle crypte en sous-sol comme pour la basilique-cathédrale Notre-Dame de Québec, soit construire un mausolée à un nouvel emplacement. Le désir de récupérer entièrement le sous-sol de la cathédrale impose rapidement le second choix. Le réaménagement du cimetière Saint-Michel prévoyant la construction d'une chapelle funéraire en son centre, on décide alors d'inclure le mausolée à l'ensemble.
En 1964, l'administration de l'évêché, sous la supervision de Mgr Georges-Léon Pelletier, commande les premières esquisses aux architectes Jean-Claude Leclerc et Roger Villemure. Bien que Villemure fassent les premiers contacts avec l'évêché, c'est son associé, Leclerc, qui prend en charge le dossier avec son assistant, le designer Victor Pinheiro. C'est ce dernier qui élabore le premier jet du projet avec deux voiles de béton. Lors de la présentation du projet à l’évêché, l'idée des voiles subsiste, mais on décide de donner deux formes distinctes au mausolée et à la chapelle. La chapelle illustrerait un élan vers le ciel alors que le mausolée serait un volume massif et ancré vers le sol. Leclerc le décrit comme ceci :
« […] ce ne sera pas un bâtiment ordinaire, mais plutôt un monument central utilisable à trois principales fins : tombeaux des évêques, cérémonies religieuses intérieures et extérieures, et une des stations du chemin de croix, le tout devant être le centre de gravité et donner la tonalité et l’élaboration du cœur du cimetière. »
Le plan du mausolée se précise au début du 1965 et les devis sont faits en septembre 1965. C'est l'entrepreneur général Henri Saint-Amant qui décroche le contrat pour un montant de 76 000 $. Le coût des travaux comprend la sous-traitance de la compagnie Canada Gunite Co. Ltd pour la construction des voiles de béton. Les architectes et probablement les ingénieurs[source insuffisante] offrent leurs services sans rémunération, une pratique habituelle à l'époque pour un projet impliquant un évêché ou une fabrique. La fondation en béton armé est coulée en octobre et novembre 1965 et les travaux sont interrompus pour l'hiver. Ils reprennent en mars de l'année suivante avec l’installation des voiles de béton, les travaux de finition ont lieu l'été suivant.
Au cours du mois de juin et juillet 1966, les corps sont exhumés de la crypte de la cathédrale. Si l'identification des tombes des évêques est facile, celle des autres corps est plus ardue. Finalement, cinq des 45 corps enterrés depuis 1850 n'ont pu être identifiés. La translation et l’inhumation des corps ont lieu à la fin de l’été 1966. Les corps des quatre évêques sont déposés dans le monument funéraire et les autres dépouilles au pourtour. Le mausolée est inauguré au cours de l'été par Mgr Georges-Léon Pelletier.
L'édifice est cité immeuble patrimonial par la Ville de Trois-Rivières le 17 septembre 2007. Jean-Claude Leclerc ainsi que l'abbé Paul Guay, de l'Évêché de Trois-Rivières, sont interviewés la même année pour établir un dossier d'évaluation patrimoniale,. Deux ans plus tard, le 17 septembre 2009 le ministère de la Culture, des Communications et de la Condition féminine classe le mausolée comme immeuble patrimonial. Il est l'un des trois édifices modernes à avoir été classés ou cités du vivant de son concepteur, avec la maison Ernest-Cormier et Habitat 67.

## Architecture

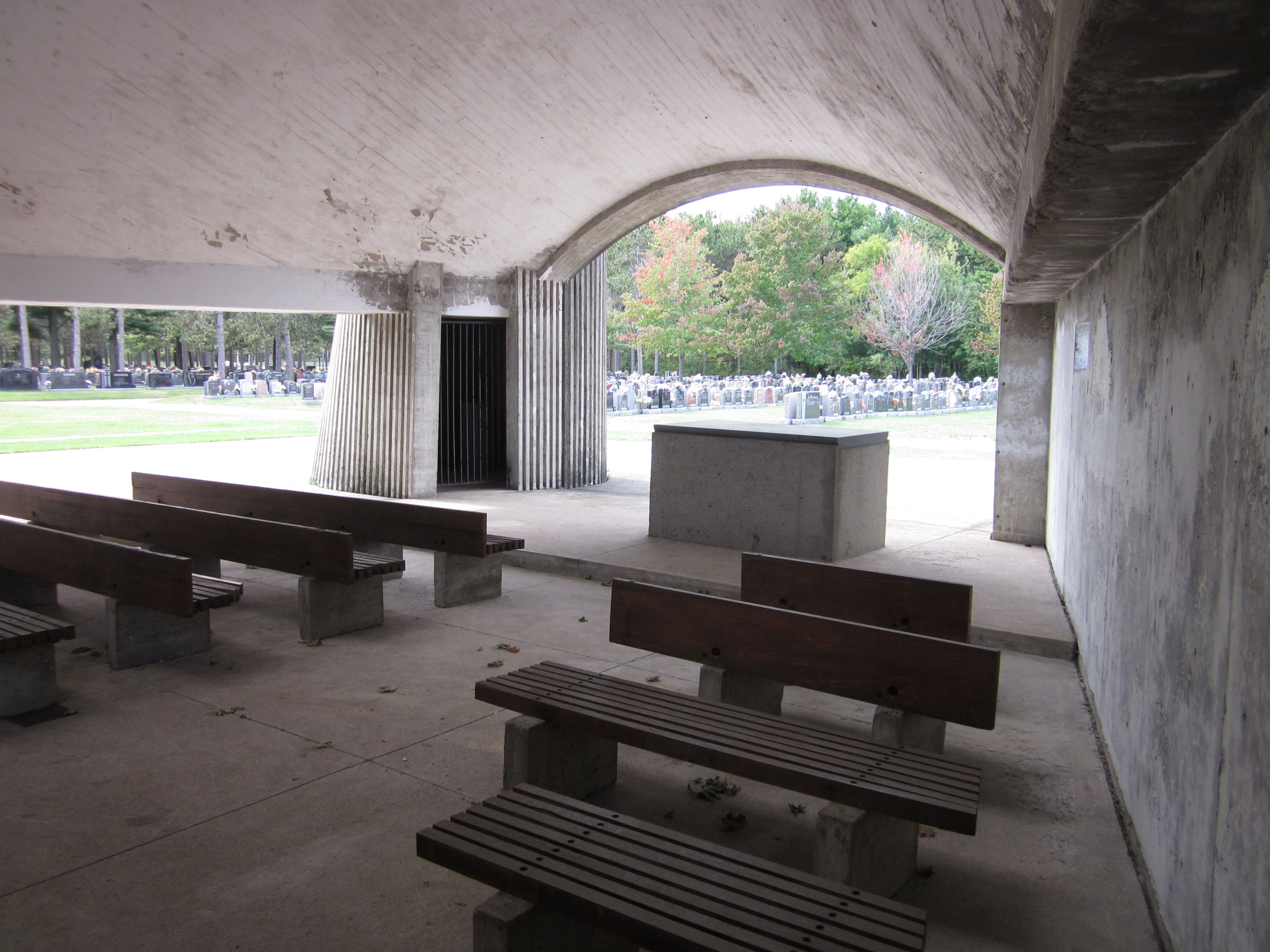
Intérieur de la chapelle avec la sacristie à gauche.

Le mausolée est un édifice construit entièrement en béton armé. La toiture est composée d'un voile mince de béton giclé. Il a une dimension de 27,43 m de longueur par 15,24 m de largeur, et une hauteur de 16,76 m. L'édifice est composé de deux parties ; une chapelle funéraire de 60 places et un mausolée comprenant dix tombeaux, dont cinq sont occupés.
La forme de la chapelle rappelle celle d'un voile orienté vers le ciel. Elle est composée d'une nef orientée vers l'autel. Les bancs sont en bois et en béton et sont aménagés légèrement en contrebas. Elle a une petite sacristie de forme arrondie dont la surface est en béton strié verticalement, une technique courante dans l'architecture brutaliste de l'époque. Elle est aussi munie d'une gargouille. Cette dernière sert aussi de support au toit. Les côtés ouest et nord sont ouverts pour permettre à la chapelle de recevoir plus de gens alors que le côté est n'a qu'une petite ouverture. Le toit est composé d'un voile mince arrondi. Une verrière installée à un angle de 45° permet à la lumière d'éclairer la chapelle par le toit.

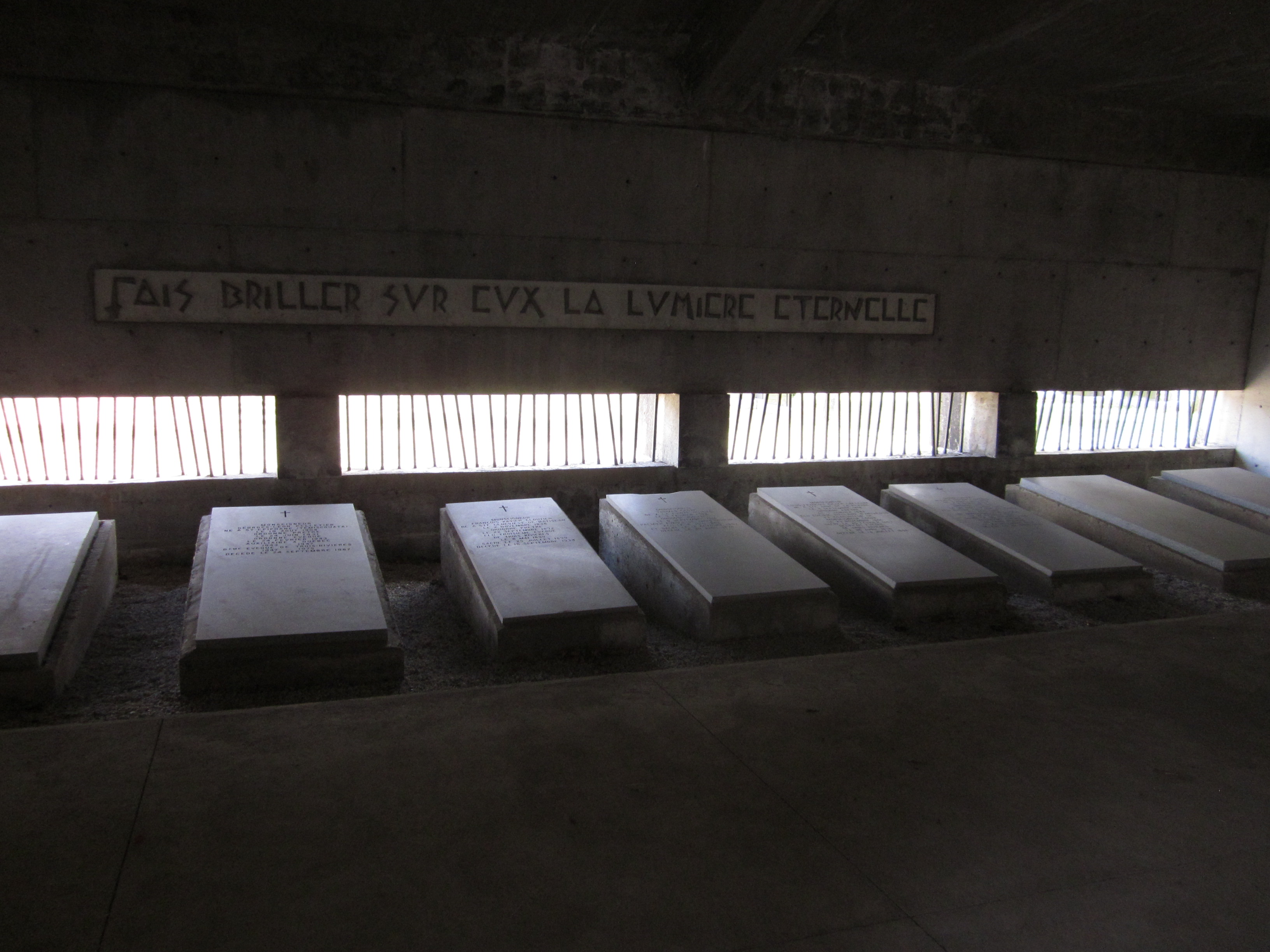
Les tombes du mausolée.

Le mausolée a une forme beaucoup plus massive. Il est percé de deux entrées permettant le flot continu des visiteurs lors des cérémonies. Les pierres tombales sont en granite gris et légèrement inclinées. Elles sont éclairées par des soupiraux horizontaux percés à leurs têtes qui sont munies de barres de fer disposées aléatoirement. Une inscription, « Fais briller sur eux la lumière éternelle », est installée juste en haut des soupiraux. Le toit, qui est disposé de façon beaucoup plus basse que celle de la chapelle, est composé de deux voiles minces paraboloïdes hyperboliques supportés par une poutre centrale et les murs. Deux gargouilles disposées de chaque côté du monument éloignent les eaux de pluie de la structure.
On voit sur tout le monument les marques de décoffrage du béton, qui sont tantôt peintes, tantôt laissées à nu. Les murs principaux sont marqués par des lignes de coffrage conventionnel alors que le toit garde les traces des planches de bois qui sont dues à la méthode de construction à ciment soufflé. La surface du toit extérieur est, quant à elle, enduite de membranes d’étanchéité.
Une poutre centrale est située au centre du monument entre la chapelle et le mausolée. Cette poutre, qui est un plan horizontal en porte-à-faux et sans appui apparent, donne l'impression de flotter dans les airs. Le passage couvert qu'elle protège offre une trouée visuelle du calvaire du cimetière à partir de l'entrée principale.

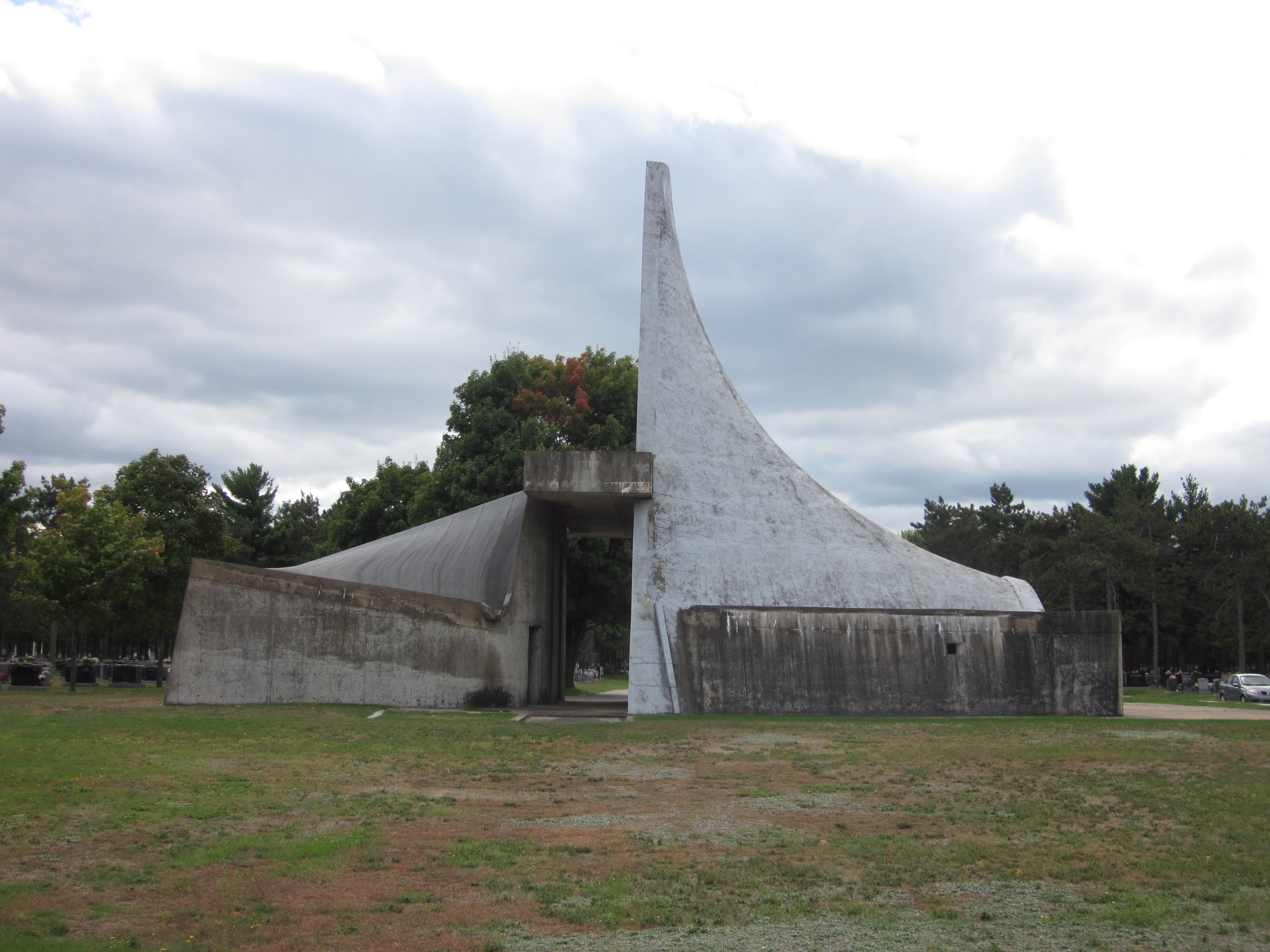
Mausolée vu du calvaire.

L'ensemble est empreint de symbolisme et prend une grande importance dans l'aspect architectural du monument. La chapelle s'élève vers le ciel et est baignée par la lumière. Sa forme ainsi que ses nombreuses ouvertures évoquent aussi la légèreté. Quant au mausolée, son volume bas et ses murs épais évoquent la massivité. Ses faibles ouvertures font régner la pénombre qui évoque le respect funèbre. La dichotomie de l'ensemble (légèreté et massivité, lumière et ombre, ouverture et fermeture, élan et retenue) évoque la métaphore de l’esprit et du corps et sert très bien la double symbolique chrétienne de l'ascension de l’âme après la mort et celle du corps mis en terre.
Bien que ne durant que de 1960 à 1972, la carrière d'architecte de Jean-Claude Leclerc est néanmoins ponctuée de plusieurs œuvres importantes. Il est généralement considéré comme l'architecte qui introduit le modernisme à Trois-Rivières. À l'exception de quelques bâtiments, la majorité de la production de Jean-Claude Leclerc se situe dans la région immédiate de Trois-Rivières.
Le mausolée occupe une place de choix dans la production de Leclerc. Il fait partie de ses œuvres les plus marquantes que sont l'église Notre-Dame-du-Rosaire de Fatima et l'hôtel de ville de Trois-Rivières. Bien qu'il soit moins imposant que ses deux autres œuvres, il s'inscrit bien dans la période corbuséenne de Leclerc, qui a débuté après qu'il a visité quelques œuvres de Le Corbusier et travaillé dans l'atelier d'André Wogenscky. Il reprend dans le mausolée quelques références formelles de la chapelle Notre-Dame-du-Haut et du couvent Sainte-Marie de La Tourette comme les murs massifs, les voiles en béton, les gargouilles et quelques autres détails.
Le monument ne jouit pas d'une grande fortune critique. Les ouvrages traitant d'architecture de l'époque, Architectures du XXe siècle au Québec de Claude Bergeron et Architecture contemporaine du Québec 1960-1970 de Laurent Lamy, n'en font aucune mention. La critique de cette œuvre provient d'un bulletin du groupe Docomomo Québec publié en 1994 et écrite par l'architecte Daniel Durand. Ce dernier évoque les principales œuvres architecturales de Trois-Rivières des années 1960. Il écrit sur le mausolée : « la forme générale n’est pas aussi achevée qu’on pourrait s’y attendre sachant qu’elle fut dessinée par Leclerc et Pinheiro. » Il ne semble pas avoir fait de recherches poussées, car il date la construction à 1970.

## Personnalités enterrées

### Évêques

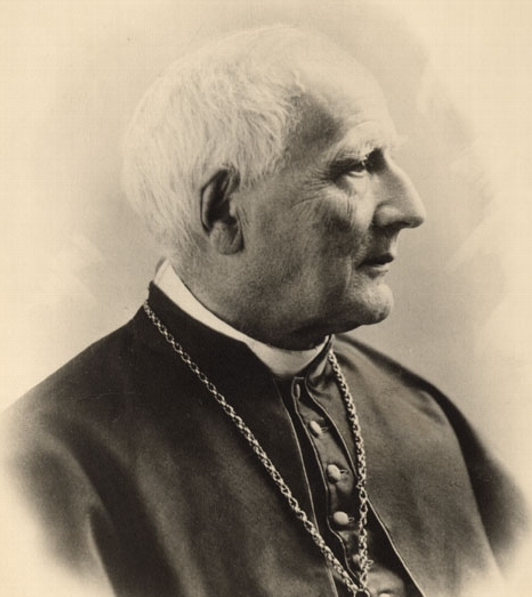
Mgr Louis-François Richer Laflèche, 2e évêque de Trois-Rivières.

Le diocèse de Trois-Rivières connait neuf évêques depuis sa création en 1852. Trois des évêques sont encore vivants. Des six évêques morts à ce jour, cinq sont inhumés au mausolée ; seul le cardinal Maurice Roy n’y est pas inhumé.
Thomas Cooke est né à Pointe-du-Lac au Bas-Canada en 1792. Il fait ses études au séminaire de Nicolet et au séminaire de Québec. Il est ordonné prêtre en 1814. Il entreprend son ministère à Rivière-Ouelle. En 1817, il est transféré à Caraquet comme prêtre missionnaire. Après avoir fait bâtir cinq églises, il est pris d'épuisement et demande son rappel en 1822,  qui lui est accordé l'année suivante. On lui donne ensuite le ministère de Loretteville, avec la mission indienne auprès des Hurons et l'établissement irlandais de Valcartier. Sa réputation fait en sorte que l'évêque de Québec décide en 1835 de le nommer curé de Trois-Rivières et Cap-de-la-Madeleine, de vicaire général et membre de la corporation du séminaire de Nicolet. En 1852, il est nommé évêque du nouveau diocèse de Trois-Rivières. Son épiscopat est surtout marqué par le développement du diocèse et par des difficultés financières. On lui doit aussi la construction de la cathédrale. Il meurt en 1870.
Louis-François Richer Laflèche est né en 1818 à Sainte-Anne-de-la-Pérade. Il commence ses études en 1831 au séminaire de Nicolet et il est ordonné prêtre en 1844. Il part dans l'Ouest canadien fonder la mission de l'Île-à-la-Crosse avec Alexandre-Antonin Taché pour évangéliser les Amérindiens entre 1846 à 1849. Et s’installe ensuite à Saint-Boniface où il reste jusqu'en 1856. Il est ensuite professeur puis directeur du séminaire de Nicolet. Il est rapidement remarqué par Thomas Cooke qui, malgré ses protestations, le nomme grand vicaire en 1861 et comme évêque coadjuteur en 1867. Il participe au concile du Vatican en 1869 où il vote régulièrement du côté des ultramontains. Il succède l'année suivante à Cooke. Très politisé, il se mêle de sujets tout aussi divers que la création de l'Université de Montréal, à laquelle il est favorable. Il se ligue une partie des autres évêques contre lui, ce qui lui vaut de perdre le territoire du diocèse de Nicolet après une lutte d'une dizaine d'années. Il soutient Taché et son successeur Louis-Philippe-Adélard Langevin lors du second soulèvement des Métis, de la pendaison de Louis Riel et de la question des écoles du Manitoba. Il meurt en 1898.
François-Xavier Cloutier est né à Sainte-Geneviève-de-Batiscan en 1848. Il est ordonné prêtre en 1872. Fondateur de l’école normale de jeunes filles de Trois-Rivières, il devient évêque à la mort de Mgr Laflèche en 1898. Son épiscopat est marqué par l'incendie de Trois-Rivières de 1908 et de la Première Guerre mondiale. Il décède l'année du tricentenaire de la ville, en 1934.
Alfred-Odilon Comtois est né à Trois-Rivières en 1876. Il est ordonné prêtre en 1898. En 1926, il devient l'évêque auxiliaire de Mgr Cloutier et lui succède en 1934. Il meurt à Saint-Mathieu en 1945.
Georges-Léon Pelletier est né à Saint-Épiphane en 1904. Il est ordonné prêtre en 1931 et il devient évêque auxiliaire à Québec en 1943. Il est nommé évêque de Trois-Rivières en 1947 pour remplacer Maurice Roy, qui a été promu archevêque de Québec. Son épiscopat est marqué par le centenaire du diocèse, le congrès marial de Cap-de-la-Madeleine de 1954. Il participe aussi au concile Vatican II en 1962 et 1965. Il confie ses fonctions à son successeur, Laurent Noël, en 1975. Il meurt à Trois-Rivières en 1987 et il est enterré dans le mausolée qu'il a fait construire.

### Autres
En 1966, 45 corps sont exhumés de la crypte de la cathédrale et enterrés en périphérie du mausolée. On compte les corps de quatre prélats, de neuf prêtres, d'un frère, de 26 laïcs et de cinq corps non identifiés. Parmi les laïcs, il y a quelques notables de la ville, dont le seigneur Joseph-Michel Boucher de Niverville (1808-1870), son fils Louis-Charles Boucher de Niverville (1825-1869), avocat, maire et député de Trois-Rivières, et le juge Dominique Mondelet (1798-1863). Les corps de 22 autres prêtres sont inhumés depuis l'érection du monument.
Voici la liste du frère et des prêtres transférés en périphérie du mausolée classés par chronologie des décès :
- Abbé Télesphore Toupin, V.G., curé de la cathédrale (1832-1864)
- Abbé Jean Bourque (1843-1865)
- Abbé Édouard Chabot, procureur de l’évêque (1818-1866)
- Abbé Gédéon Brunelle (1843-1874)
- Abbé Isodore Béland (1846-1877)
- Abbé Édouard Ling, Secrétaire à l'évêque (1845-1881)
- Abbé Onésime Landry (1850-1881)
- Abbé Ambroise Blais (1859-1883)
- Frère Omer de Jésus, F.E.C., né Hilaire Émond (1844-1884)
- Abbé Chs. Flavien Baillargeon (1833-1901)
- Mgr Louis Ricard, curé de la cathédrale (1838-1908)
- Mgr Jean-Bte Comeau, V.G., curé de la cathédrale (1841-1913)
- Mgr Ubald Marchand, P.A., vicaire général (1863-1923)
- Mgr Jules Massicotte, P.D., curé de la cathédrale (1871-1924)

Voici la liste des prêtres enterrés en périphérie du mausolée depuis sa construction classés par chronologie des décès :
- Chanoine Hormidas Deschênes, curé de Saint-Philippe (1884-1967)
- Chanoine Joseph Desislets, curé de Sainte-Cécile (1887-1967)
- Chanoine Henri Garceau, procureur du séminaire (1889-1968)
- Chanoine Major Robert Giroux, procureur de l'évêque (1907-1970)
- Abbé Albert Dessureault, curé de Saint-Louis-de-France (1888-1971)
- Abbé Marcel-L. Desaulniers, professeur au séminaire de Trois-Rivières (1902-1972)
- Abbé Jaromir Vochoc, aumônier de l'hôpital Saint-Joseph de Trois-Rivières (1918-1977)
- Abbé Hector Marcotte, séminaire de Trois-Rivières (1881-1978)
- Abbé Henri J. Bourassa, aumônier J.O.C.F. (1906-1980)
- Chanoine Henri Moreau, curé de Notre-Dame-de-la-Paix (1896-1981)
- Abbé Gilles Poisson, animateur de pastorale scolaire (1927-1981)
- Abbé Lucien Gélinas, curé de Saint-Eugène (1902-1984)
- Abbé Mastaï Chicoyne, curé de Saint-Prosper et de Saint-Michel des Forges (1890-1985)
- Abbé Charles-Édouard Coutu, aumônier au monastère des Ursulines (1914-1986)
- Abbé Florent Piette, curé de Saint-Jean-Baptiste-de-la-Salle (1921-1988)
- Abbé André Levasseur, curé de Saint-Georges de Champlain (1909-1991)
- Abbé Armand Julien, professeur au séminaire Saint-Joseph (1924-1996)
- Abbé Paul-Henri Carignan, aumônier des Filles de Jésus (1910-1996)
- Abbé Léo Girard, aumônier et curé (1917-2002)
- Abbé Marcel Marchand, curé de Saint-Sévère (1913-2003)
- Roland Leclerc, Communicateur d’espérance (1946-2003)
- Abbé Yves Dostaler, professeur au séminaire Saint-Joseph, curé fondateur de la paroisse Jean-XXIII (1924-2003)